# Bolsjoj Oessoeriejski
Bolsjoj Oessoeriejski of Heixiazi (Russisch: Большой Уссурийский, Vereenvoudigd Chinees: 黑瞎子岛;,Traditioneel Chinees: 黑瞎子島; Pinyin: Hēixiāzi Dǎo) is een onbewoond riviereiland tussen Rusland en China. Het ligt ten zuidwesten van de stad Chabarovsk in het zuidoosten van Rusland. Het eiland ligt op de plek waar twee rivieren bij elkaar komen, de Amoer en de Oessoeri.

## Grensgeschil
Na het Russisch-Chinese grensakkoord in 1991 waren de meeste twistpunten over de grens uit de wereld geholpen, behalve over enkele kleine stukken aan de grens, zoals de riviereilandjes Tarabarov en Bolsjoj Oessoeriejski. China claimde de beide eilanden, die waren toegewezen aan Rusland. De Russen wilden het gebied niet kwijtraken omdat veel stedelingen een datsja (buitenverblijf) op de eilanden hadden. Na veel gesprekken werd in 2004 overeengekomen dat Tarabarov helemaal naar China ging en Bolsjoj Oessoeriejski voor de helft. De overdracht vond plaats in 2008.